# 黑澤爾頓鎮區 (堪薩斯州巴伯縣)
黑澤爾頓鎮區（英語：Hazelton Township）為位在美國堪薩斯州巴伯縣的鎮區。2010年美国人口普查中該鎮區人口有153人。

## 地理
黑澤爾頓鎮區涵蓋面積190.01平方（73.36平方英里），境內擁有一座城鎮：黑澤爾頓。

### 墓園
根據美國地質調查局的資料，此鎮區僅有1座墓園：
- 羅斯希爾墓園（Rosehill Cemetery）

### 溪流
Harqis湖和斯派瑟湖（Spicer Lake）坐落於此鎮區。通過此鎮區的溪流有：
- 斯普林溪（Spring Creek）

## 人口統計
根據2010年美國人口普查，黑澤爾頓鎮區人口有153人，人口密度為0.81人/平方公里。種族方面，94.12%為白人；0.65%為非裔美洲人；0.65%為美洲原住民；0%為亞洲人；0%為太平洋島民；1.96%為其他種族；另外有2.61%為兩個或以上的種族。而西班牙裔美國人或拉丁美洲人佔該鎮區人口的5.88%。

## 外部連結
- US-Counties.com
- City-Data.com（页面存档备份，存于）